# Dimitri Rogachev (2019)
El Dimitri Rogachev (en ruso: Дмитрий Рогачёв), con designación oficial romanizada RFS 375 «Dmitry Rogachev», es un buque patrullero tipo corbeta del Proyecto 22160, también conocida como clase Vasili Bíkov, siendo el segundo buque de su clase, por detrás del Vasily Býkov.
Su nombre se debe a Dimitri Dimítrievich Rogachev, un militar soviético que participó en la guerra civil rusa y la Segunda Guerra Mundial.

## Diseño
Mide 94 m de eslora. El buque tiene una manga de 14 m y un calado de 3,4 metros. Se desplaza 1.700 toneladas a una velocidad de entre 25 y 30 nudos (46 a 56 km/h) con una autonomía aproximada de 10.000 km o 60 días. Se impulsa con una potencia de 1.200 caballos, utilizando un motor diésel de 6.000 cv y dos turbinas de gas de refuerzo, así como una unidad eléctrica formada por cuatro generadores diésel. Su tripulación consta de 60 personas.
Su arma principal es un cañón automatizado AK-176MA de 76,2 mm. Cuenta con un amplio sistema de defensa antiaérea y naval, con 2 ametralladoras MTPU tipo Vladimirov de 14,5 mm, varios sistemas de lanzagranadas automáticos DP-65 de 10 proyectiles y dos cañones DP-64 para repeler abordajes.
Adicionalmente, la estructura del buque está preparada para utilizarse como lanzamisiles de los sistemas 3S90M VLS y S-300. También cuenta con un hangar con espacio suficiente para albergar un helicóptero modelo Ka-27 o Ka-226, así como espacio de almacenaje suficiente para poder albergar drones.
Durante la guerra ruso-ucraniana, a los buques del proyecto 22160 se les instaló un sistema lanzamisiles Tor-M1 en el hangar con el fin de poder usarse de lanzadera para los misiles 3K95 «Kinzhal».

## Historial
Al igual que el primer buque de su clase, el Dimitri Rogachev fue construido en el astillero naval A. M. Gorki de Zelenodolsk. Su construcción comenzó el 25 de julio de 2014 y terminó a finales de 2017. Realizó las pruebas en alta mar a lo largo de 2018, desplazándose de Zelenodolsk a Novorosíisk y Sebastopol.
Fue asignado oficialmente a la Armada de Rusia el 11 de junio de 2019, con destino inicial a la Flota del Mar Negro.

### Escuadra permanente del Mediterráneo
El 6 de febrero de 2020, varios buques de la Escuadra permanente del Mediterráneo realizaron un ejercicio de guerra consistente en la apertura de un canal seguro en una zona minada. La corbeta Dimitri Rogachev participó en el mismo.
El 16 de enero de 2021, la corbeta Dimitri Rogachev se sumó oficialmente a la escuadra permanente del Mediterráneo (mayor actor ruso en su intervención en la guerra civil siria) dentro del refuerzo general al escuadrón que duró todo el año tras el primer refuerzo de la corbeta de la Flota del Báltico, Stoikiy (en ruso: Стойкий, romanizado: Stoikiy, lit. 'Persistente'), el 29 de diciembre de 2020.
En junio de 2021 volvió a la Flota del Mar Negro tras monitorizar a los buques OTAN Defender (Marina Real británica) y Evertsen (Armada Real de los Países Bajos) en su ruta al puerto ucraniano de Odesa, donde realizarían ejercicios conjuntos con la Armada de Ucrania. En la monitorización frente a las costas ucranianas se le sumó el tercer buque de su clase, la Pável Derzhavin.
En noviembre de 2021, la corbeta se desplazó a las costas de Argelia como parte de un ejercicio de guerra conjunto entre las armadas de Rusia y Argelia.

### Campaña del Mar Negro
En los días previos al estallido de la invasión rusa de Ucrania, la Dimitri Rogachev, entonces estacionada en la base naval rusa en Sebastopol, salió rumbo al Bósforo el 17 de febrero de 2022.
Con el inicio de la invasión rusa de Ucrania, Turquía cerró el estrecho del Bósforo a las naves militares, por lo que la Dimitri Rogachev ha quedado desde entonces en el Mar Negro como parte del operativo naval ruso en la invasión.